# أمير محمد
أمير محمد (بالروسية: Мохаммад, Амир Хамаюни)‏ (23 فبراير 1996 - ) هو لاعب كرة قدم روسي في مركز الوسط.

## وصلات خارجية
- أمير محمد على موقع قاعدة بيانات كرة القدم.إي يو (الإنجليزية)
- أمير محمد على موقع Soccerway.com (الإنجليزية)